# Quốc kỳ Cộng hòa Xã hội chủ nghĩa Xô viết Ukraina
Quốc kỳ Cộng hòa Xã hội chủ nghĩa Xô viết Ukraina là quốc kỳ Ukraina thời Liên Xô. Quốc kỳ đầu tiên của nước cộng hòa được thông qua ngày 10 tháng 3 năm 1919 để làm quốc kỳ chính thức cho Ukraina. Thông tin chi tiết về quốc kỳ chính thức thay đổi theo định kỳ trước khi Liên Xô tan rã năm 1991. Theo sắc lệnh của Đoàn Chủ tịch Xô viết Tối cao Ukraina ngày 21 tháng 11 năm 1949, màu xanh của lá cờ tượng trưng cho vẻ đẹp và sức mạnh của nhân dân.

## Lịch sử

1919–1929
1929–1937
1937–1949
1949–1991

## Lá cờ có liên quan

Cờ của Mặt trận dân tộc giải phóng miền Nam Việt Nam và Cộng hòa Miền Nam Việt Nam
Cờ của Không quân Quân giải phóng Nhân dân Trung Quốc